# Сартеано
Сартеано (итал. Sarteano) — коммуна в Италии, располагается в регионе Тоскана, в провинции Сиена.
Население составляет 4718 человек (2008 г.), плотность населения составляет 53 чел./км². Занимает площадь 85 км². Почтовый индекс — 53047. Телефонный код — 0578.
Покровительницей коммуны почитается Пресвятая Богородица, празднование 26 апреля.

## Демография
Динамика населения:

## Администрация коммуны
- Официальный сайт: http://www.comune.sarteano.siena.it/